# Prabowo Subianto
Prabowo Subianto Djojohadikusumo (EYD: Prabowo Subianto Joyohadikusumo; 17 tháng 10 năm 1951) là một chính trị gia người Indonesia, nguyên bộ trưởng Bộ Quốc phòng thứ 26 của Indonesia từ năm 2019 đến năm 2024 và hiện là Tổng thống thứ 8 của Indonesia. Là thành viên của Đảng Phong trào Đại Indonesia, ông bắt đầu kinh doanh trên công ty Kertas Nusantara sau sự nghiệp quân sự làm tư lệnh và tổng tư lệnh của Kostrad, Kopassus từ năm 1995 đến năm 1998.
Ông đã kết hôn với con gái thứ hai của cố Tổng thống Suharto, Titiek Suharto, vào năm 1983. Năm 1998, ông giải ngũ và sau đó tạm thời bị cấm nhập cảnh vào Hoa Kỳ vì bị cáo buộc vi phạm nhân quyền ở Đông Timor.
Prabowo Subianto tốt nghiệp Học viện Quân sự Indonesia năm 1970 và chủ yếu phục vụ trong Lực lượng Đặc biệt (Kopassus) cho đến khi ông được bổ nhiệm lãnh đạo Bộ Tư lệnh Dự bị Chiến lược (Kostrad) vào năm 1998. Ông có được mô tả là người theo chủ nghĩa dân tộc cánh hữu.

## Tổng thống
Vào ngày 10 tháng 10 năm 2021, Gerindra công bố Prabowo Subianto là ứng cử viên của họ trong cuộc bầu cử tổng thống Indonesia 2024. Vào ngày 12 tháng 8 năm 2022, Prabowo Subianto tuyên bố rằng ông đã chấp nhận đề cử của Gerindra để tranh cử tổng thống năm 2024. Prabowo tuyên bố chiến thắng trong cuộc bầu cử vào ngày 14 tháng 2, khi cuộc bỏ phiếu không chính thức sớm cho thấy ông dẫn đầu trong vòng bỏ phiếu đầu tiên. Vào ngày 20 tháng 3, Ủy ban Tổng tuyển cử đã chứng nhận kết quả và tuyên bố ông là tổng thống đắc cử của Indonesia.
Ngày 20 tháng 10 năm 2024, ông tuyên thệ nhậm chức Tổng thống Indonesia tại Quốc hội. 

### Tư liệu
- Friend, T. (2003). Indonesian Destinies. Harvard University Press. ISBN 0-674-01137-6.
- Purdey, Jemma (2006). Anti-Chinese Violence in Indonesia, 1996–1999. Honolulu, HI: University of Hawaii Press. ISBN 978-0-8248-3057-1.